# 轻骑兵广场

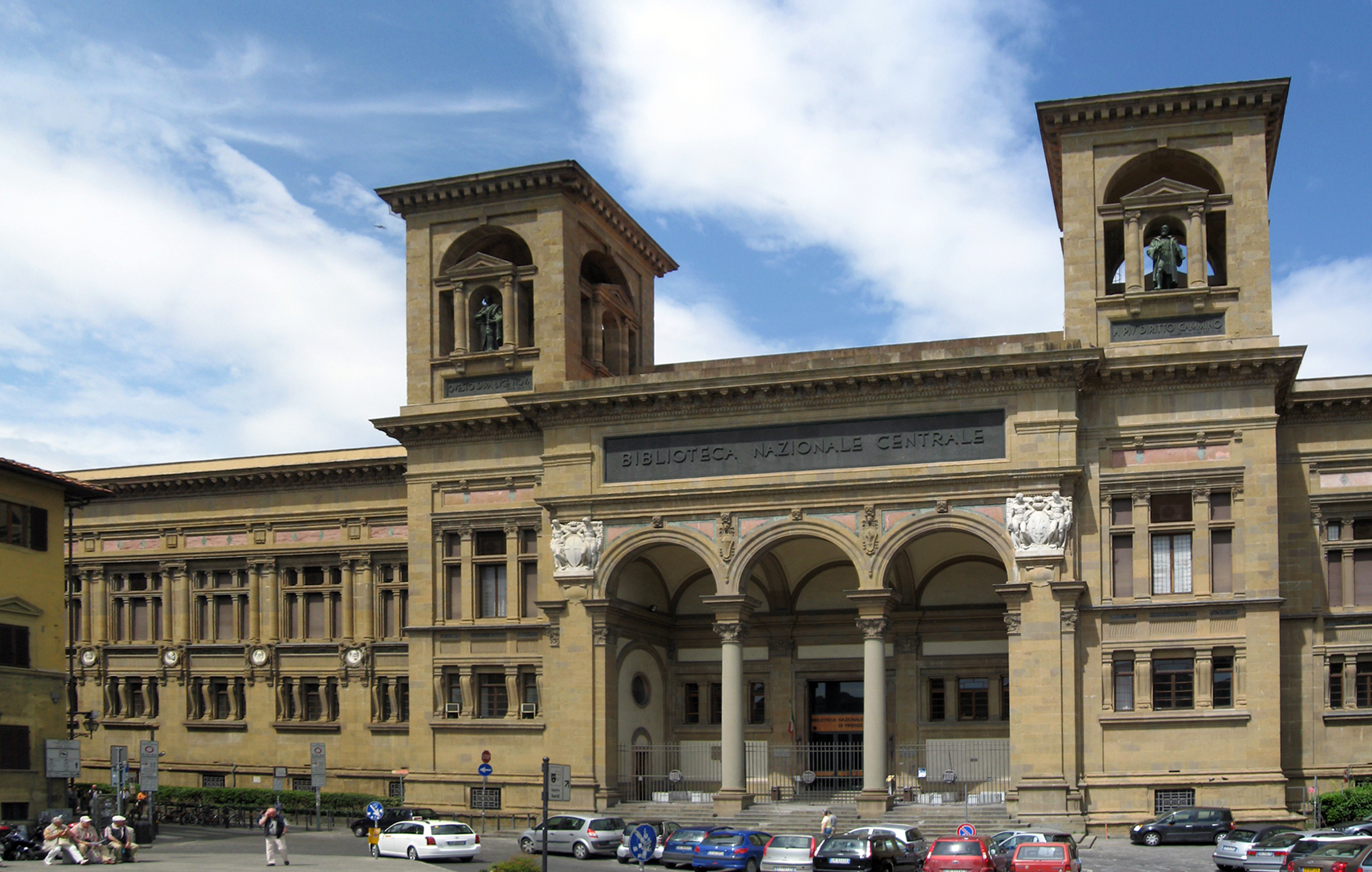
轻骑兵广场的佛罗伦萨国立中央图书馆

43°46′00″N 11°15′44″E / 43.766771°N 11.262206°E
轻骑兵广场（義大利語：Piazza dei Cavalleggeri）是意大利佛罗伦萨的一个古老的广场，面向南面的阿诺河，以及临河的恩宠滨河路（Lungarno delle Grazie）和造币厂滨河路（Lungarno della Zecca Vecchia），广场北侧为Corso Tintori和的黎波里街（via Tripoli）。轻骑兵广场上有气势宏伟的建筑佛罗伦萨国立中央图书馆（建于1911-1935年）。

## 历史
整个区域原属于圣十字修道院，在1572年出售，得到了佛罗伦萨总主教额我略十三世的许可，大公斐迪南一世·德·美第奇正为轻骑兵的一个兵营寻找空间。1911年拆除营房废墟，建立了图书馆。自1876年11月25日以轻骑兵命名。
广场原先规模较小，1909年修建图书馆时扩建，并拆除军营废墟，以显露图书馆的宏伟立面。
1966年佛罗伦萨洪水后，图书馆及其藏书遭到严重破坏，曾有提议将广场改名为“泥天使广场”，以纪念从泥泞中救援图书、灾民和城市遗产的志愿者。这一建议未被采纳，但一年后，图书馆的门廊下挂牌纪念。